# Areobindo (senador)
Areobindo (fallecido en 546, latín: Areobindus; griego: Αρεόβινδος, Areóbindos), también mencionado como Areobindas, Ariobindas, Ariovindas o Areovindas fue un senador y comandante militar del Imperio romano de Oriente (bizantino), activo durante el reinado del emperador Justiniano (r. 527-565). Se destacó por su participación en los conflictos entre el ejército imperial y las tribus bereberes de la recién fundada prefectura pretoriana de África, así como por sus infructuosos intentos de sofocar las numerosas revueltas dentro del ejército liderado por Estotzas y luego por Guntarico, dux de Numidia.

## Biografía

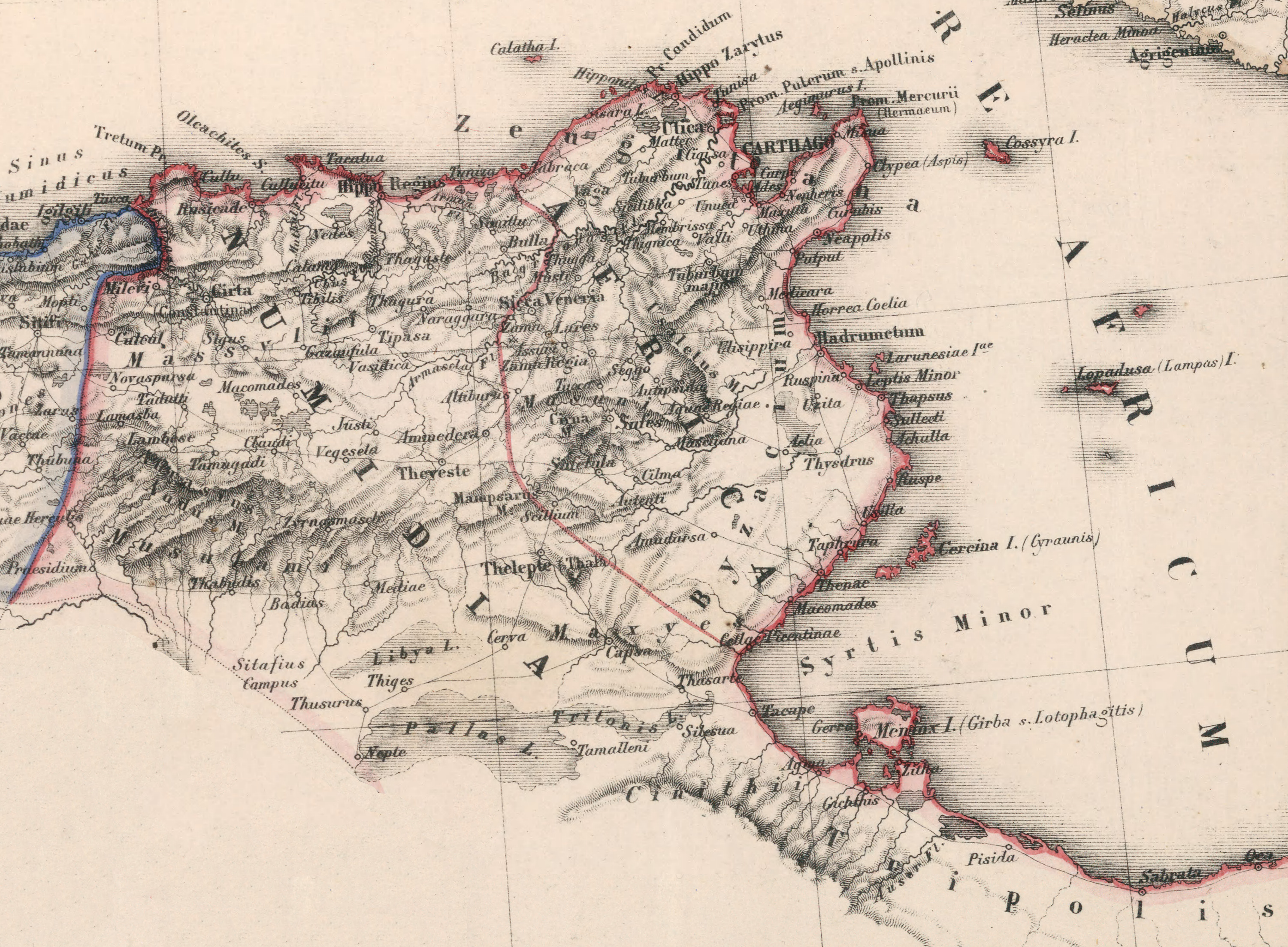
África romana, con las provincias de Bizacena, Zeugitania y Numidia.

Areobindo era de noble cuna y su nombre sugiere parentesco con los cónsules de 434 y 506, ambos llamados Areobindo. Los autores de la Prosopografía del Imperio romano tardío sugieren que era hijo de Dagalaifo y entonces, nieto del cónsul de 506. Tenía una hermana de nombre desconocido y estaba casado en una fecha imprecisa con Preyecta, sobrina del emperador Justiniano. Es mencionado por primera vez en 545, cuando asumió el cargo en la prefectura pretoriana de África, pero antes de eso se sabe que fue senador y por tanto un hombre ilustre (Vir illustris). En el año de su primera mención se sabe que también era patricio, pero se desconoce si el nombramiento tuvo lugar con motivo de su misión o anteriormente.
En 543, el duque de Tripolitania, Sergio, asesinó imprudentemente a los líderes de la tribu maura de los leuatas, provocando el estallido de una revuelta que pronto se extendería a las regiones vecinas. En 544, el prefecto del pretorio de África, Salomón, tío de Sergio, intentó controlar la situación, pero murió en la batalla de Cílio y Sergio fue nombrado prefecto en su lugar. Una vez más demostró ser incapaz de sofocar a los insurgentes, y Justiniano decidió enviar a Areobindo a África para compartir el mando del territorio. Habría llegado en la primavera de 545, acompañado por Atanasio, que fue nombrado prefecto del pretor, Artabanes y Juan con algunas tropas armenias, así como con su hermana y esposa. Artabanes y Juan, eran descendientes de la dinastía real arsácida de Armenia.
Como magister militum, estuvo a cargo de dirigir las tropas imperiales en Bizacena, mientras que Sergio fue enviado a Numidia. Al acercarse a Cartago, se le informó que el líder mauro Antalas y el general imperial Estotzas, que también se había rebelado, estaban acampados cerca de Sica Veneria. Envió entonces al general Juan contra ellos con las mejores tropas disponibles y le escribió a Sergio para solicitarle que ambos unieran sus fuerzas. Este último se negó a acceder a la solicitud, provocando la derrota y la muerte de Juan. Sergio fue llamado por Justiniano a la capital imperial de Constantinopla, donde sería interrogado por sus numerosos reveses militares, y Areobindo fue designado, probablemente en el otoño de 545, como comandante supremo del ejército imperial de África.
En marzo de 546, los mauros de Numidia y Bizacena unieron sus fuerzas y marcharon contra Cartago, secretamente alentados por el general bizantino Guntarico y acompañados por el rebelde Juan y otros rebeldes que anteriormente habían estado bajo el mando de Estotzas, que para entonces ya había muerto. Consciente de lo sucedido, Areobindo convocó a Guntario y otros oficiales subordinados con sus hombres en Cartago, donde colocó al primero como comandante de las fuerzas aliadas. Guntario negoció en secreto con Antalas para asesinar a Areobindo y repartir equitativamente su riqueza entre ellos, mientras este último, a su vez, negociaba con Cutzinas, jefe de los mauros de Bizacena, con quien logró llegar a un acuerdo. Cutzinas prometió traicionar a Antalas y sus hombres cuando estallara el enfrentamiento.
Areobindo, sin embargo, se lo reveló a Guntarico, que, para ganar tiempo, le aconsejó que tomara como rehenes a los hijos de Cutzinas. Mientras Areobindo y Cutzinas continuaban intercambiando mensajes, Guntarico planeaba provocar la muerte del gobernador en combate, para quitar sus sospechas, sugiriendo que marchara contra los mauros acampados en las inmediaciones de la capital provincial. Después de deliberaciones se decidió que las tropas marcharían y atacarían en la madrugada del día siguiente, pero cuando llegó el momento, Areobindo, quien estaba preocupado por su poca experiencia militar y no entusiasmado, se tomó su tiempo en armarse y hacer los demás preparativos, postergando el ataque al día siguiente.
Según el historiador Procopio de Cesarea, al día siguiente Guntarico capturó una de las puertas de la ciudad y la mantuvo abierta, mientras utilizaba un tono amenazante con la esperanza de obligar a Areobindo a luchar. Se dice, sin embargo, que Areobindo no huyó de Cartago por el mal tiempo. Areobindo, entonces, consultó con Atanasio, Artabanes y otros oficiales y se le aconsejó que atacara a Guntarico sin demora. Primero decidió enviar al emisario Fredas para interpelar a Guntarico sobre sus intenciones y al regreso de Fredas decidió atacar. La batalla se libró en la puerta capturada por los rebeldes, pero a medida que se desarrollaba el enfrentamiento, Areobindo entró en pánico y decidió huir a un gran monasterio local, donde se refugiaban su hermana y su esposa. Sus tropas lo acompañaron y Cartago se perdió.
El obispo Reparato visitó a Areobindo con garantías de salvoconducto por parte de Guntarico si dejaba el monasterio y se dirigía al palacio del gobernador. Después de obtener las garantías de Reparato, juramentado por el rito bautismal, abandonó el monasterio con la ropa de un particular y se dirigió a Guntarico, quien le otorgó más garantías de salvoconducto y prometió despedirlo con su esposa y sus bienes. Areobindo fue agasajado y tratado con gran honor, pero se le ordenó dormir solo en sus aposentos. Allí, en el año 546, Uliteo y otros partidarios de Guntarico lo asesinaron. Su cabeza fue cortada y enviada a Antalas.